# Federaal Agentschap voor de Veiligheid van de Voedselketen
Het Federaal Agentschap voor de Veiligheid van de Voedselketen (FAVV) (Frans: Agence fédérale pour la sécurité de la chaîne alimentaire (AFSCA)) is een Belgische parastatale overheidsinstelling die tot taak heeft te waken over de veiligheid van de voedselketen en de kwaliteit van het voedsel.
De Minister van Middenstand, Zelfstandigen, KMO's, Landbouw en Maatschappelijke integratie (David Clarinval) is de voogdijminister van het Voedselagentschap.
Sinds 2000 is de opdracht van het FAVV te waken over de veiligheid in de voedselketen, ter bescherming van de gezondheid van mens, dier en plant.
Het Voedselagentschap is ontstaan uit de dioxinecrisis van 1999 en heeft zowel nationaal als internationaal naambekendheid verworven. Het FAVV zet zich samen met de agroalimentaire sector in om een maximale veiligheid voor de consument te waarborgen.
Het FAVV telt anno 2016 ongeveer 1.260 medewerkers, waarvan:
- 420 bij de centrale diensten;
- 670 bij de 11 lokale controle-eenheden (LCE's);
- 150 bij de vijf eigen interne laboratoria;
- 20 bij de nationale opsporingseenheid (NOE).

Daarnaast kan het FAVV anno 2016 een beroep doen op ongeveer 600 zelfstandige dierenartsen met opdracht (DMO's) gelijkgesteld aan 350 fte en een netwerk van ongeveer 60 externe laboratoria en 9 nationale referentielaboratoria, erkend door het FAVV, voor het uitvoeren van analyses. Voor 2016 beschikte het agentschap tevens over een budget van ongeveer 164 miljoen euro.
Jaarlijks voert het agentschap meer dan 120.000 controlemissies en monsternemingen uit op de grondstoffen en levensmiddelen die we dagelijks consumeren.
Het FAVV staat ten dienste van consumenten en professionals in de voedselketen met de volgende activiteiten:
- het uitvoeren van uniforme controles via een controleplan en checklists die ter beschikking staan op de website;
- het voeren van een transparant en proactief communicatiebeleid;
- het bieden van ondersteuning, onder andere door een afdeling die opleidingen verzorgt;
- het onderhouden van een meldpunt voor consumenten, dat jaarlijks duizenden vragen en klachten beantwoordt;
- het hebben van een rol bij de uitvoer van agroalimentaire producten door de afgifte van exportcertificaten;
- het paraat houden van een efficiënte preventie- en crisiscel;
- het geven van stimuli voor de validatie van autocontrolesystemen;
- het verstrekken van hulp aan derde landen (Marokko, Benin, Vietnam, ...).

Het FAVV staat als (semi-)openbare dienst onder toezicht en wordt regelmatig onderworpen aan audits door het Voedsel en Veterinair Bureau van de Europese Commissie en door externe organen. De verschillende certificaten (ISO,...) zijn daar het bewijs van en staan op de website.

## Oprichting
Het FAVV werd opgericht bij de wet van 4 februari 2000 als gevolg van de conclusies van de Parlementaire onderzoekscommissie "Dioxine" (zie de dioxinecrisis) en werd belast met de werkzaamheden van een aantal diensten van:
- Ministerie van Landbouw:
  - Inspectie-generaal grondstoffen
  - Inspectie-generaal plantaardige producten
  - Inspectie-generaal veterinaire diensten
  - Inspectie-generaal dierlijke producten
  - Centrale DierengezondheidsVereniging vzw.
- Ministerie van Volksgezondheid:
  - Algemene eetwareninspectie
  - Instituut voor Veterinaire Keuring.

## Gedelegeerd bestuurders
- Luc Beernaert
- Piet Vanthemsche
- Gil Houins
- Herman Diricks, huidige gedelegeerd bestuurder.

## Actualiteit
Geregeld komt het agentschap in het nieuws door zijn (doping)controles, zijn controles op het rookverbod en door resultaten van onderzoek.
- In 2005 was er commotie rond de H5N1-variant van de vogelgriep. Het Voedselagentschap was betrokken bij het beleid.
- In 2010 hebben de controlediensten van het FAVV in totaal 154.836 inspecties uitgevoerd.[4]
- In 2011 kwam het agentschap in het nieuws naar aanleiding van een uitbraak van de EHEC-bacterie.
- In 2017 komt het agentschap in het nieuws naar aanleiding van problemen met fipronil bij pluimveebedrijven, wat al snel de fipronilcrisis werd genoemd.[5]
- In 2020 was er commotie rond katje Lee. Aanvankelijk wou FAVV het katje laten inslapen na gevaar voor hondsdolheid.[6]

## Voedselschandalen

### Vleesfraude

#### Fraude bij Veviba
Begin maart 2018 kwam aan het licht dat het slachthuis Veviba (een samentrekking van "Verbist Viande Bastogne") uit Bastenaken van de West-Vlaamse familie Verbist fraude pleegde met het vlees dat het verhandelde. Dat deed ze door enerzijds de houdbaarheidsdata op ingevroren vlees te vervangen door recentere data en anderzijds door vlees dat niet bestemd was voor menselijke consumptie te verwerken in bereide vleeswaren (zoals gehakt). Federaal minister van Landbouw Denis Ducarme en het FAVV trokken de vergunning van het bedrijf in toen bij een huiszoeking bleek dat meer dan de helft van de producten niet in orde waren. Warenhuisketens als Delhaize en Colruyt, waaraan Veviba leverde, schortten hun banden met Veviba op en haalden het vlees van het bedrijf uit hun rekken. Op 9 maart getuigden ex-werknemers van Veviba ook anoniem in RTL Info, het journaal van de Franstalige zender RTL TVI, over andere wanpraktijken bij het bedrijf. Op 12 maart raakte bekend dat Veviba waarschijnlijk ook fraudeerde met biocertificaten door biologisch met niet-biologisch vlees te vermengen.
In een reactie veroordeelde de Boerenbond de fraude en hekelde het de wantoestanden in slachthuizen die slecht zouden afstralen op de landbouwers, maar ook de versnippering van de controlebevoegdheden over de federale en regionale overheden. Het kondigde ook aan zich burgerlijke partij te stellen in de zaak, net als de Waalse landbouworganisatie, om inzage te kunnen krijgen in het gerechtelijk onderzoek naar de fraude. Het was niet de eerste keer dat een slachthuis van de groep Verbist, die verantwoordelijk is voor 30% van de Belgische vleesmarkt, in opspraak kwam. Eerder kwam ook het slachthuis in Izegem, dat tot de groep behoort, in een slecht daglicht te staan nadat dierenrechtenorganisatie Animal Rights undercoverbeelden van dierenmishandeling in het slachthuis publiek maakte. Dat slachthuis werd als gevolg een tijdlang gesloten door Vlaams minister van Dierenwelzijn Ben Weyts.

#### Kritiek op het FAVV
De zaak ging aan het rollen toen de Kosovaarse voedingsinspectie in het najaar van 2016 problemen vaststelde bij een lading vlees afkomstig van Veviba en het FAVV daarvan op de hoogte stelde. Nadat het FAVV haar eigen vaststellingen deed maakte het het dossier over aan het parket van Luxemburg, afdeling Neufchâteau voor een onderzoek naar economische fraude. De woordvoerder van het FAVV stelde dat er toen geen sprake was van problemen voor de volksgezondheid, omdat ingevroren vlees lang kan worden bewaard en met de tijd enkel minder lekker wordt. Na vaststelling van de fraude organiseerde het FAVV echter geen bijkomende controles (naast de al geplande) bij Veviba; pas bij de huiszoeking werden begin maart risico's voor de volksgezondheid vastgesteld. Dit kon op stevige kritiek rekenen van onder andere oppositiepartij sp.a, die het ontslag eiste van Diricks omdat het agentschap volgens de partij kordater had moeten optreden en beter had moeten communiceren over de zaak, en ook omdat het niet het eerste voedselschandaal was onder zijn leiding. Diricks verdedigde zich door te stellen dat het Luxemburgse gerecht de leiding had over het onderzoek, en het FAVV dus niet mocht communiceren over de zaak om het geheim van het onderzoek niet te schaden. Kamerlid Annick Lambrechts (sp.a) reageerde daarop dat er gedacht moest worden over een spoedprocedure bij het gerecht zodat er sneller zou kunnen opgetreden worden bij gevaar voor de voedselveiligheid, maar bekritiseerde ook de afwachtende houding van het FAVV.

#### Kamercommissie Volksgezondheid
Op 12 maart kwam de commissie Volksgezondheid van de Kamer in spoedberaad bijeen over de zaak, waar topman Herman Diricks van het FAVV, minister van Landbouw Denis Ducarme, minister van Volksgezondheid Maggie De Block en minister van Economie en Consumentenzaken Kris Peeters uitleg gaven over de zaak. Minister Ducarme bestempelde de praktijken bij Veviba als "maffieus" en vroeg zich ook af waarom het zo lang duurde om een huiszoeking uit te voeren bij het bedrijf. Hij kondigde een audit aan naar de controleprocessen bij het FAVV. Minister De Block deelde mee dat er enkel een potentieel risico was geweest en dat de eerste cijfers niet wezen op een toename van het aantal ziektes die aan het vlees konden worden toegeschreven. Diricks lichtte de werking van het FAVV verder toe, en legde uit dat de basis van het controleprogramma de inspectiefrequentie was die in een koninklijk besluit is vastgelegd. Dat schrijft minstens vier inspecties per jaar voor, terwijl er in 2016 bij Veviba twaalf werden uitgevoerd en in 2017 acht. Hij merkte op dat het FAVV onmiddellijk een controle uitvoerde bij Veviba na de melding uit Kosovo, waarbij vaststellingen werden gedaan en een proces-verbaal aan het parket werd overgemaakt, maar waarbij geen onmiddellijke problemen voor de volksgezondheid werden vastgesteld. Pas na de huiszoeking in het kader van het onderzoek kwamen de risico's aan het licht en besloot het FAVV de vergunning van Veviba in te trekken. Tevens kloeg Diricks ook de besparingen bij het FAVV aan.